# Eugenio de Aviraneta
Eugenio de Aviraneta e Ibargoyen (Madrid, 1792 – Sant Sebastià, 8 de febrer de 1872) va ser un polític liberal espanyol d'origen basc, força conegut per estar embolicat en gairebé totes les intrigues contra els moderats durant el regnat d'Isabel II i qualsevol besllum de tornada a l'absolutisme.

## Biografia
El seu pare era de Bergara i la seva mare d'Irun, on va passar la seva infantesa i va aprendre basc i francès. De ben jove va lluitar en la Guerra del Francès en la partida del cura Merino, contra el qui va combatre el 1820 quan aquest se sublevà contra les autoritats liberals a la Serralada de Burgos. El 1823 assolí el grau de capità de cavalleria sota les ordres de Juan Martín Díez a Extremadura i Castella la Nova, però en arribar els Cent Mil Fills de Sant Lluís s'exilià al nord d'Àfrica, després a Grècia (on conegué Lord Byron) i d'allí a França. Fins i tot el 1829 va col·laborar amb l'exèrcit de Mèxic. Destacà per la seva defensa de les idees liberals, i també fou francmaçó.
Un cop mort Ferran VII el 1833 va organitzar una conspiració contra el govern de la regent Maria Cristina de Borbó dirigit per Francisco Cea Bermúdez, però fracassà. El gener de 1834 fou empresonat a Galícia, però s'escapà quan era traslladat a Àfrica i s'amagà a Valladolid, on també va intentar una sublevació de la Milícia Nacional contra Francisco Martínez de la Rosa l'agost de 1834. Després del triomf del Motí de la Granja de San Ildefonso fou nomenat encarregat del Ministeri de la Hisenda Militar a la província de Cadis. El 1839 fou enviat a Baiona com a doble agent al costat dels carlins amb la missió de fer presoner al pretendent Carles Maria Isidre, però el govern finalment no va donar el vistiplau al seu pla. Tot i que fou un dels artífex del Conveni de Bergara es va enemistar amb Baldomero Espartero. El 1840 fou detingut a Catalunya i el 1841 hagué d'exiliar-se a França i després a Ginebra. A la caiguda d'Espartero el 1843 tornà a Espanya.
S'estableix a Madrid i el 1847 és acusat de participar en aldarulls i bandejat a Alacant. El 1851 fou nomenat intendent de segona classe, però durant la revolució de 1854 fou empresonat. Aleshores marxà a Sant Sebastià i es casà amb la cantant francesa Josephine d'Esperamons. Després es va dedicar a escriure llibres i no participà més en política.
Entre els seus amics es trobaven el general Palafox, el regent Baldomero Espartero, a qui va servir com a agent en l'estranger per a facilitar la fi de la guerra carlina, l'hisendista Juan Álvarez Mendizábal, José María Orense i el progressista Salustiano Olózaga. La mare de Pío Baroja era neboda segona seva.

## Obres
- Lo que debería ser el Estatuto Real
- Memoria dirigida al gobierno español sobre los planes y operaciones puestos en ejecución para aniquilar la rebelión en las Provincias del Norte (1841)
- Vindicación de E. Aviraneta y observaciones sobre la guerra civil de España (1838)
- Mis memorias íntimas. 1825-1829 (1906)